# Cyclamen cilicium
Cyclamen cilicium és una espècie de planta bulbosa de la família de les Primulàcies.

## Descripció
C. cilicium té fulles ovals de color verd generalment d'uns 1,5 a 5 cm (0,5-2 polzades) d'ample amb marques platejades. Les flors són generalment d'un color rosa pàl·lid amb una taca de color magenta al nas. També hi ha una forma àlbum (blanca) Frank & Koenen, que té flors de color blanc pur. Les flors que apareixen entre setembre i novembre, són petites amb pètals d'entre 1,5 i 2 cm (0,5-0,8 polzades) de llarg amb una aroma de mel inoblidable. C. cilicium té un nombre de cromosomes de 2n = 30.

## Distribució i hàbitat
Cilicium Cyclamen creix en boscos de coníferes en les Muntanyes cilicianes Taure del sud d'Anatòlia, Turquia. En concret, creix entre roques i pedregars en general a l'ombra o semiombra en altituds entre 700 - 2000 m.

## Cultiu
Encara que no és tan resistent com C. hederifolium, C. coum o C. purpurascens, C. cilicium sobreviurà a temperatures molt baixes i creix bé al jardí sobretot quan hi ha una mica d'ombra. Si ha gelat, les fulles es recuperaran excepte quan se sotmeten a temperatures molt baixes. Als EUA, C. cilicium ha sobreviscut a una àrea de la zona 4 en l'estat de Nova York, encara que les flors van ser severament malmeses pel fred i es va trobar més satisfactori fer créixer en un hivernacle.

## Taxonomia

### Etimologia
- Cyclamen: nom genèric que deriva del grec χυχλάμινος, probablement de χύχλος, cyclos, "cercle", per la forma arrodonida dels tubercles i de les fulles, i després llatinitzat cyclamen, cyclaminis o cyclaminos, en diversos autors de l'antiguitat: Plini el Vell (21, 51) (25, 116), Dioscòrides (II, 153) i altres, amb el mateix sentit.[5]
- cilicium: epítet geogràfic que fa referència més probablement a Cilicia, Turquia)[6]